# 高城信雄
高城 信雄（たかぎ のぶかつ、1975年5月2日 - ）は、兵庫県を登録地としていた元競輪選手。日本競輪学校（以下、競輪学校）第77期生。師匠は高垣隆夫（37期）。

## 来歴
滝川第二高等学校を経て、競輪学校に技能試験合格し入学。在校競走成績は14位（20勝）。
1996年4月11日、岐阜競輪場（以下、岐阜）でデビューし初勝利。その後の2日間も勝利し、デビュー場所で完全優勝を収めた。
2000年7月27日、高松競輪場（以下、高松）で10.6秒のバンクレコードを記録。
2001年、世界選手権自転車競技大会の、個人スプリント（20位）とケイリン（1回戦敗者復活戦敗退）に出場。
2004年、寬仁親王牌（前橋競輪場）決勝7位。全日本選抜競輪決勝では、優勝の内林久徳を後位に従えてジャンから果敢に逃げ、3位に入った。
2012年11月7日、久留米競輪場で通算300勝を達成。
2015年、5月8日の大宮競輪場、5月20日の岐阜、6月18日の四日市競輪場とわずか1か月ちょっとの間に3回失格。これにより、斡旋停止並びに自粛欠場の処分が下ったことが契機となり、処分前となる、同年8月19日の高松での一戦（A級決勝5位）が最後のレースとなった。
2015年8月24日選手登録削除。通算1490戦337勝、優勝39回。